# Huskvarna hembygdsförening

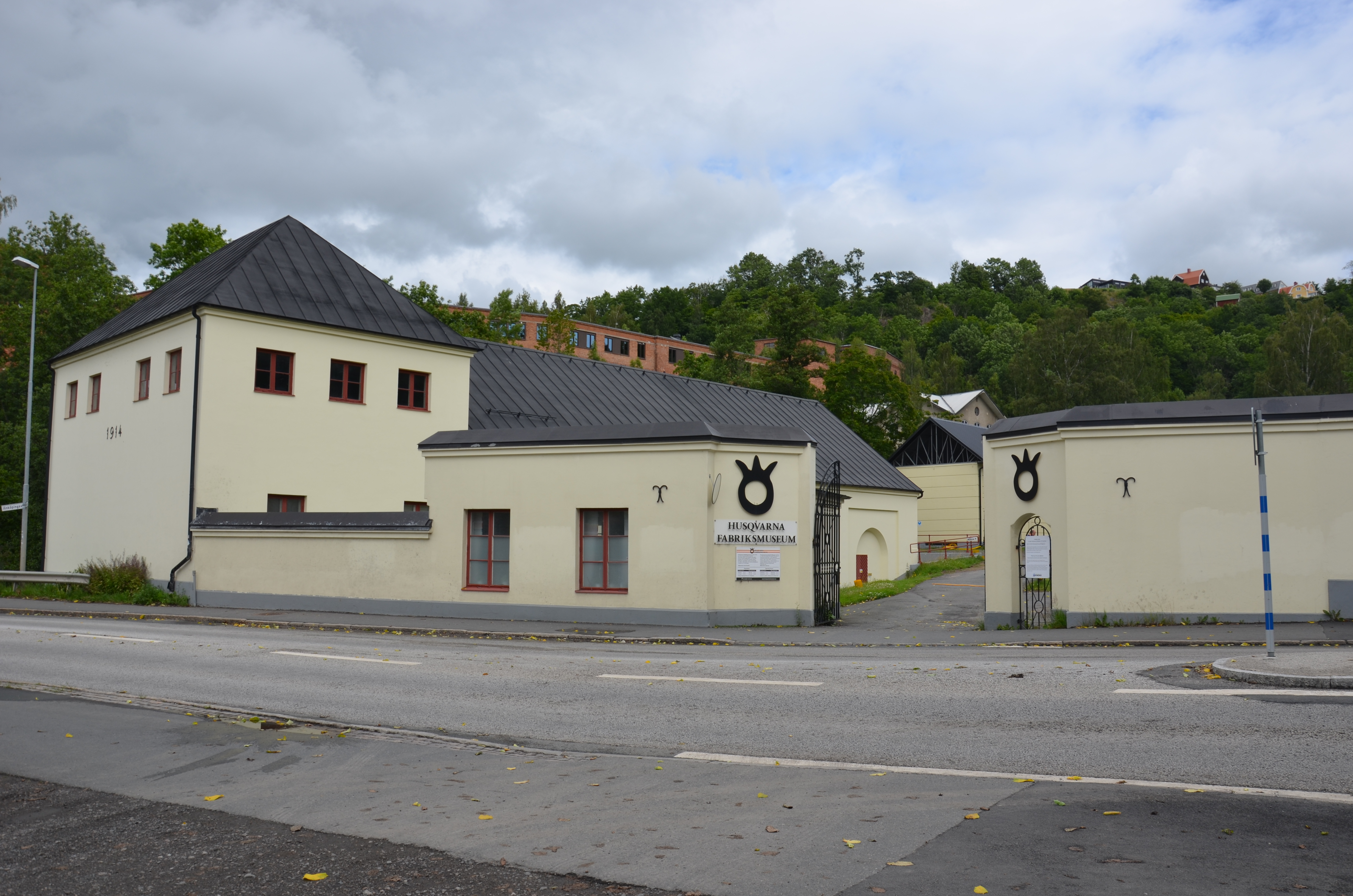
Husqvarna museum

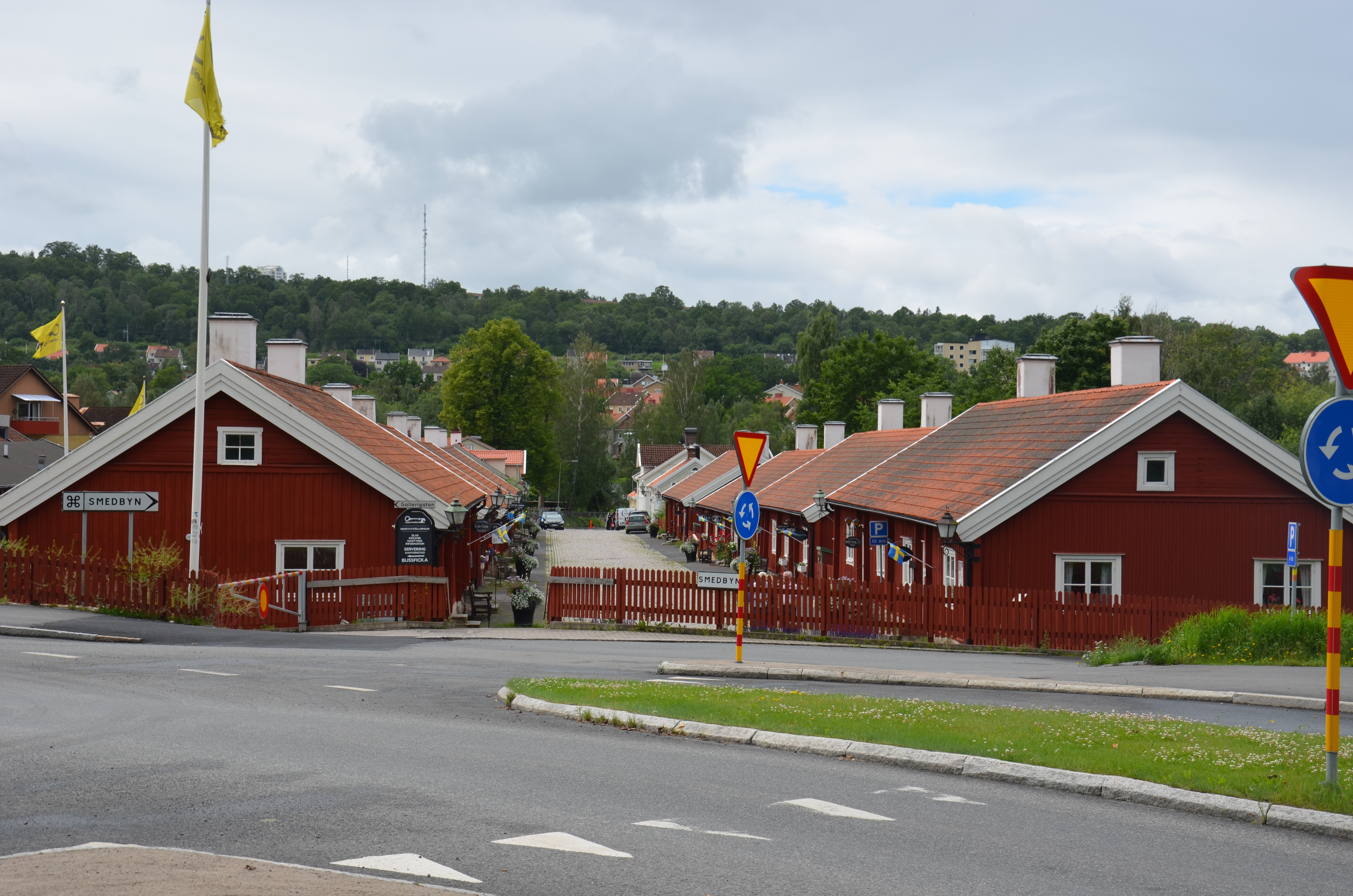
Smedbyn

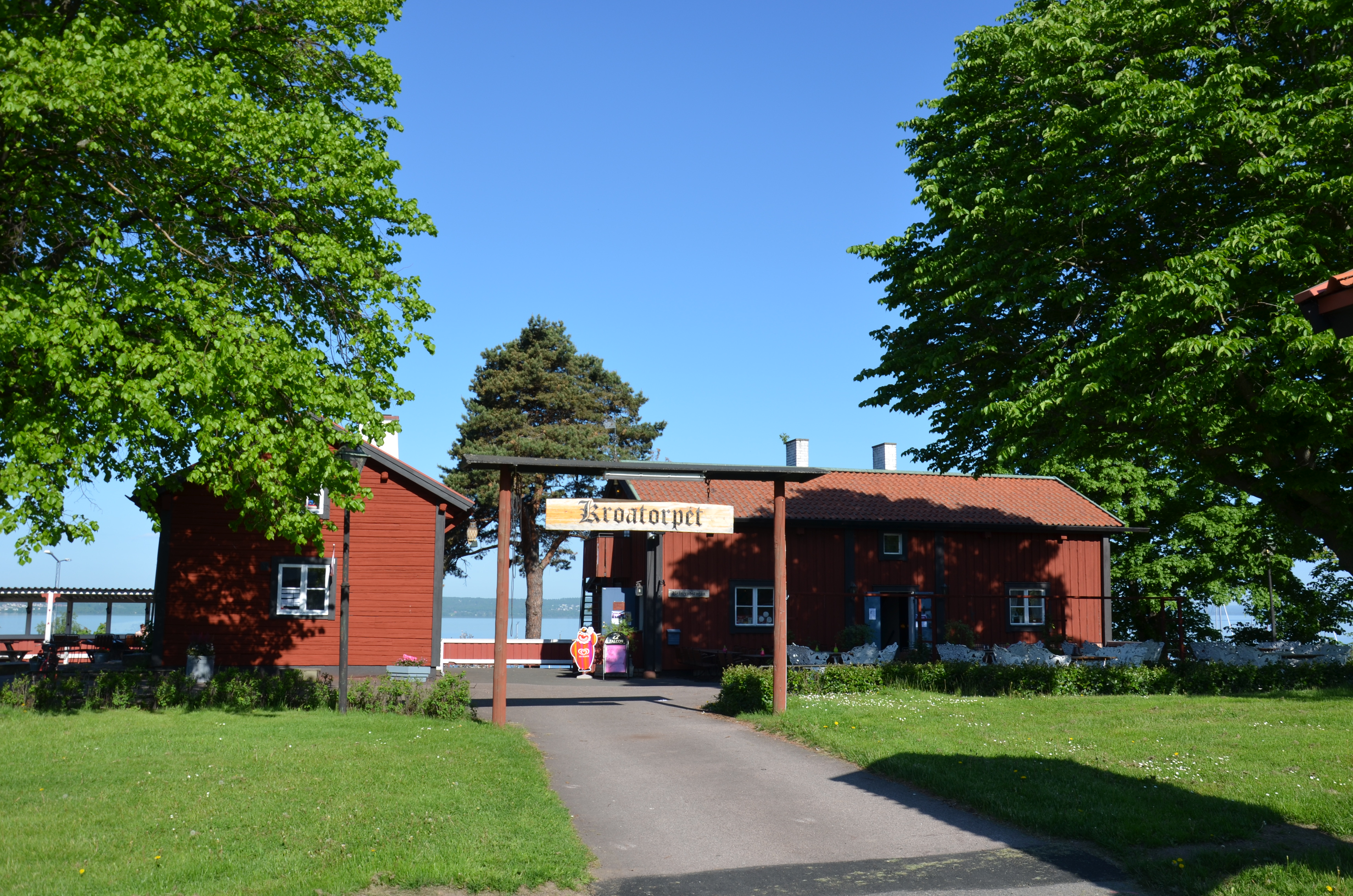
Kroatorpet och Brånerydsstugan

Huskvarna hembygdsförening är en hembygdsförening i Huskvarna. Den grundades 1922 av folkskolläraren Georg Sahlström (1885–1951), som var dess första sekreterare och som var ordförande under många år.
Föreningen fick 1928 ta hand om Appelbladska smedjan i Smedbyn, som inhyser en fullt utrustad äldre smedja. Den har också fått två lägenheter i en byggnad i Smedbyn av Husqvarna AB och Jönköpings kommun 1975 respektive 1985. Lägenheterna är inredda på gammalt vis och i en av lägenheterna är köket inrett som stockmakarverkstad.
Hembygdsföreningen under Georg Sahlström gjorde mellan 1932 och 1942 utgrävningar av Rumlaborg. Fynden vid utgrävningarna blev grundstommen i det 1949 invigda Huskvarna stadsmuseum i Kruthuset i Huskvarna.
Huskvarna hembygdsförening äger också Kroatorpet och Brånerydsstugan, som har flyttats till Grännavägen vid Kruthuset 1951 respektive 1970, samt driver sedan 1993 Husqvarna museum (tidigare Husqvarna fabriksmuseum]. 
Huskvarna hembygdsförening fick 2018 Alf Henrikson-priset med motiveringen ”för att föreningen genom arbetet på en permanent utställning om Alf Henrikson i Kruthuset i Alf Henriksons födelsestad Huskvarna långsiktigt bidrar till intresset för honom och hans verk.”

## Museer
- Huskvarna stadsmuseum
- Husqvarna museum (tidigare Huskvarna fabriksmuseum)
- Appelbladska smedjan och visningslägenheter i Smedbyn

## Vår Hembygd – Årsbok för Huskvarna Hembygdsföreningi urval
Vår Hembygd – Årsbok för Huskvarna Hembygdsförening har utgivits 1923, 1927 och 1939 samt årligen från 1950.

- 1953 Bilar i Huskvarna
- 1955 Rosendala
- 1957 Kvarnen
- 1965 Den gamla kyrkogården
- 1971 Krutbruket
- 1976 Badhuset
- 1987 Sampo
- 1997 Suckarnas bro
- 2001 Idrottshuset
- 2005 Stadsparksstugan
- 2017 Idrottsnytt